# Alfredo Sadel

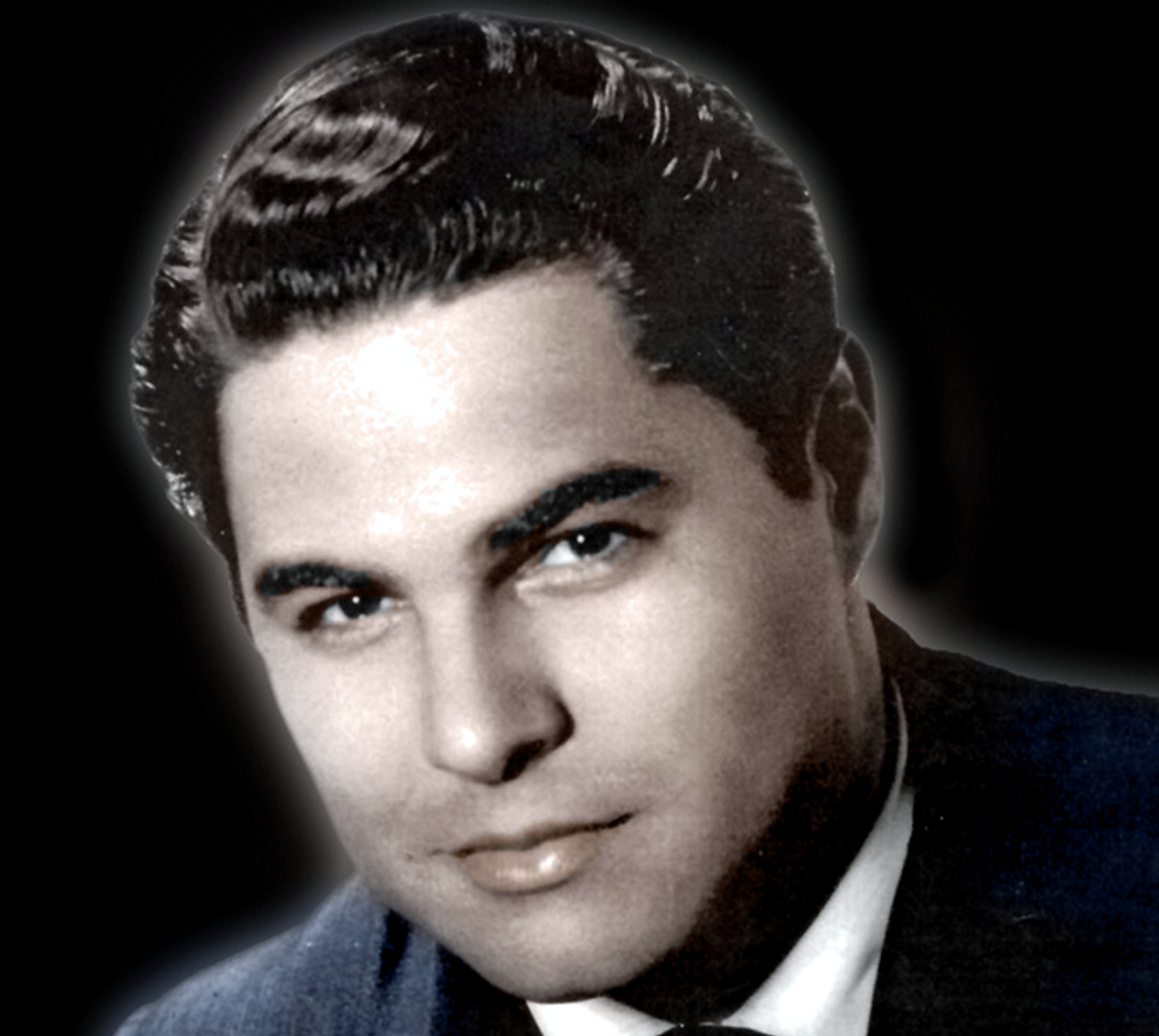
Alfredo Sadel

Alfredo Sadel (* 22. Februar 1930 in Caracas; † 28. Juni 1989 ebenda; eigentlich Manuel Alfredo Sánchez Luna) war ein venezolanischer Sänger und Schauspieler.

## Leben
Sadel studierte an der von Vicente Emilio Sojo geleiteten Escuela Superior de Música José Ángel Lamas Musiktheorie, Harmonielehre, Klavier und Gesang. Sechzehnjährig nahm er bei Radio Caracas das Lied
Desesperación auf, das jedoch nicht gesendet wurde. Erste Auftritte hatte er in der Radiosendung Caravana Camel, und seine erste erfolgreiche Aufnahme war ein dem Torero Diamante Negro gewidmeter Pasodoble, der zwanzigtausendmal verkauft wurde und mit dem er in Venezuela bekannt wurde.
Es folgten weitere Plattenaufnahmen sowie ein Angebot für den ersten venezolanischen Spielfilm Flor del Campo (1951). Er trat in der Show Fiesta Fabulosa mit Kompositionen Billo Frómetas, Eduardo Serranos und Manuel Enrique Pérez Díaz’ auf und nahm 1952 Conny Méndez’ Déjame und Aldemaro Romeros Me queda el consuelo auf. Im gleichen Jahr reiste er in die USA. Hier trat er am Jefferson Theater und (mit Lola Flores) am Teatro San Juan in New York auf und war Gast der Ed Sullivan Show, der Colgate Comedy Hour und der Show Chance of a Lifetime.
Mit der Gründung von Radio Caracas Televisión 1953 war er auch im venezolanischen Fernsehen in Sendungen wie El Show de Víctor Saume (mit Lucho Gatica) und El Show de Renny präsent. Nach Aufenthalten in den USA und in Kuba, wo er u. a. mit Beny Moré auftrat, spielte er in einer Reihe mexikanischer Filme: Tú y la mentira, El ratón, El buena suerte, Martín Santos, El llanero, Un venezolano en México  und Tres balas perdidas.
1957 nahm er Escríbeme von Guillermo Castillo Bustamante auf, der zu dieser Zeit unter dem Regime des Diktators Marcos Pérez Jiménez in Haft saß. Im gleichen Jahr gründete er die Asociación Venezolana de Artistas en Escena (AVADE). 1958 erhielt er als erster venezolanischer Künstler einen Vertrag bei Metro-Goldwyn-Mayer, wo er Mario Lanza ersetzen sollte. Es entstanden die Platten Sadel a media voz, Sadel canta a Agustín Lara und Caminos de mi tierra.
Als Opernsänger debütierte Sadel 1962 am Teatro Municipal de Caracas in der Zarzuela Los Gavilanes. Es folgten Auftritte in Jugoslawien, Ungarn, der Schweiz, Frankreich, Spanien, Italien, Deutschland, der Sowjetunion und der New Yorker Carnegie Hall. Mit den Eltern von Plácido Domingo, den Zarzuelasängern Plácido Domingo Ferrer und Pepita Embil, unternahm er eine Lateinamerika-Tournee.
Auf einer weiteren Europareise trat Sadel an den Städtischen Bühnen Münster auf und sang in Sankt Gallen Partien aus Carmen, La Boheme, Tosca und Don Carlos. In der Sowjetunion sang er Tosca, Rigoletto, La Traviata, Lucia di Lammermoor und Madame Butterfly. Knapp ein Jahr vor seinem frühen Tod trat er 1988 am Teatro Teresa Carreña mit dem Orquesta Sinfónica de Venezuela. auf. Insgesamt nahm Sadel mehr als zweitausend Lieder auf und veröffentlichte mehr als zweihundert Schallplatten.
Alfredo Sadel, der von heute aus als einer der wichtigsten, populärsten Sänger Venezuelas erachtet wird, erlag 1989 59-jährig einem Knochenkrebsleiden.